# Kenya Army
Il Kenya Army è il braccio armato delle Kenya Defence Forces.

## Storia
L'origine dell'attuale esercito keniota può essere tracciata dai King's African Rifles delle forze coloniali britanniche. I motivi che resero necessarie l'assunzione e la formazione di truppe che precedettero i King's African Rifles e, in sostanza, l'esercito keniota sono tanti quanto vari. Sarà difficile analizzarli senza tracciare gli eventi che si stavano sviluppando nella regione dell'Africa Orientale durante l'ultimo quarto del XIX secolo. Questo periodo fu caratterizzato da un coinvolgimento attivo degli inglesi nell'applicazione dell'abolizione della tratta degli schiavi in Africa Orientale.
Durante lo stesso periodo anche le altre nazioni europee stavano sviluppando sfere di influenza in Africa. In questa rivalità i britannici istituirono la Compagnia britannica dell'Africa Orientale per prendersi cura dei loro interessi. Poiché questi interessi si svilupparono e si ampliarono, c'era bisogno di creare una forza più formidabile per tutelare questi interessi ed espanderli. Fu da ciò che possono essere rintracciate le prime forze terrestri indigene in Kenya.
Nel 1873 il sultano di Zanzibar, Seyyid Barghash, firmò il trattato finale di abolizione degli schiavi in tutti i suoi domini. Il compito di far rispettare l'abolizione venne investito sulla Flotta della British Royal Navy dell'ammiraglio Freeman Tie.
Nel 1877 un ufficiale della Royal Navy, il Tn. Lloyd Matthews, in servizio sulla 'HMS London', formò una piccola forza di 300 zanzibarini ai fini della lotta contro la tratta degli schiavi. Durante l'anno successivo il Tn. Matthews venne ammesso a servire sotto il Sultano che lo nominò generale di brigata al comando della forza di nuova costituzione. Nel 1880 la forza era cresciuta a 1300 uomini che erano tutti armati di fucili Snider donati al Sultano da parte del governo britannico.
L'8 settembre 1888 la Compagnia britannica dell'Africa concesse la Royal Charter e gli venne affidata la responsabilità di amministrare l'Africa Orientale Britannica nei privilegi di una colonia della Corona.
Nel 1893 il contratto di tre anni con il contingente indiano si concluse. Nello stesso periodo la compagnia si trovava in gravi difficoltà finanziarie che avevano portato all'abbandono dell'Uganda e dello Jubaland, infatti l'azienda riusciva a malapena a sorvegliare la costa. Poi, il console britannico a Zanzibar, al momento Sir Athur Hardinge, segnalò all'ufficio estero della sua intenzione di prendere l'Africa Orientale dalla compagnia. Il governo britannico accettò. Il 1º luglio 1895 vennero dichiarate protettorato britannico tutte le aree precedentemente amministrate dalla compagnia. Le truppe della compagnia vennero successivamente riorganizzate sotto il Cap. Hatch.
Nell'agosto 1895 il governo britannico sancì la creazione di una forza composta da 300 punjabi, 300 Swahili, 100 sudanesi e 200 soldati provenienti da vari gruppi etnici nella regione. Questa forza venne rinominata East African Rifles ed era costituita dalla forza ex IBEA a Mombasa (Fort Jesus).
Come King's African Rifles, la forza combatté contro i ribelli Mau Mau sotto il comando di ufficiali britannici e sul lato dei keniani lealisti e quella dei fautori di una transizione pacifica verso l'indipendenza, come ad esempio Jomo Kenyatta.

## Missioni di pace & altri conflitti correlati
Oltre al ruolo primario di difesa del Kenya e al ruolo secondario di aiuti alle autorità civili, l'esercito del Kenya ha partecipato e continua a partecipare alle operazioni internazionali a sostegno della pace. Le Operazioni di Supporto della Pace all'interno dell'Esercito del Kenya possono essere fatte risalire al 1973, quando le Nazioni Unite chiesero alla Repubblica del Kenya di contribuire alle forze di Operazioni di Supporto della Pace nell'instabile Medio Oriente dopo la guerra arabo-israeliana del 1973. Anche se il Kenya aderì alla richiesta delle Nazioni Unite, le truppe non vennero dispiegate a causa di vari vincoli logistici.
La prima partecipazione complessiva dell'esercito del Kenya nelle operazioni di sostegno alla pace fu nel 1979, quando il Commonwealth chiese alla Repubblica del Kenya di contribuire con truppe per una missione di pace in Rhodesia (ora Zimbabwe). Il Paese stava allora vivendo una guerra di liberazione condotta dalla popolazione indigena contro il regime di Ian Smith, che aveva dichiarato unilateralmente l'indipendenza dagli inglesi.
Successivamente, l'esercito del Kenya contribuì con ufficiali, nei confronti delle Operazioni di Supporto della Pace in Ciad nel 1982 su richiesta dell'Organizzazione dell'Unione Africana.
Il Kenya ha sempre partecipato alle operazioni di mantenimento della pace delle Nazioni Unite dal 1989, quando inviò osservatori militari e un battaglione di fanteria in Namibia. Attualmente, quindi, il Kenya è classificato numero 6 dei 90 paesi che contribuiscono con militari e polizia civile alle operazioni delle Nazioni Unite.
Dal 1989, Il Kenya ha contribuito con osservatori militari, ufficiali di stato maggiore, osservatori di polizia civile e truppe di fanteria. Il livello di partecipazione include anche comandanti, capi osservatori militari, e capi di stato maggiore nelle seguenti Missioni delle Nazioni Unite e dell'UA:
- UNOMIL (Liberia) -  Comandante e Capo Osservatore Militare
- UNUMOZ (Mozambico) - Capo Osservatore Militare
- UNTAG (Namibia) - Vice Comandante
- UNPROFOR (Repubblica Federale di Jugoslavia) - Capo Osservatore Militare
- UNMOP (Croazia) - Capo Osservatore Militare
- AMISOM (Somalia)

Ad oggi, i peacekeepers kenioti delle Nazioni Unite hanno servito in 16 paesi diversi in Africa, Medio Oriente, Balcani ed Asia. Il periodo di implementazione del personale varia da missione a missione in conformità con le complessità di ogni situazione di conflitto. Questo varia finora da uno a otto anni.

## Formazioni dell'esercito keniota
L'esercito del Kenya si compone di varie formazioni e servizi.
Formazioni dell'esercito keniota:
- Kenya Army Infantry
- Kenya Army Paratroopers
- Kenya Army Armour
- Kenya Army Artillery
- Kenya Army Engineers
- 50 Air Cavalry Battalion (50 ACB)

Servizi dell'esercito keniota:
- Kenya Army Ordnance Corps(KAOC)
- Kenya Army Corps of Transport
- Kenya Army Electrical and Mechanical Engineering (KAEME)
- Kenya Army Corps of Signal (KACS)
- Military police Corps
- Kenya Army Education Corps
- Medical Battalion
- Defence Forces Constabulary (DFC)

## Equipaggiamento

### Mezzi Aerei
Sezione aggiornata annualmente in base al World Air Force di Flightglobal del corrente anno. Tale dossier non contempla UAV, aerei da trasporto VIP ed eventuali incidenti accorsi durante l'anno della sua pubblicazione. Modifiche giornaliere o mensili che potrebbero portare a discordanze nel tipo di modelli in servizio e nel loro numero rispetto a WAF, vengono apportate in base a siti specializzati, periodici mensili e bimestrali. Tali modifiche vengono apportate onde rendere quanto più aggiornata la tabella.
| Aeromobile                           | Origine     | Tipo                                                             | Versione (denominazione locale)   | In servizio (2024) | Note | Immagine |
| Elicotteri                           |             |                                                                  |                                   |                    | |          |
| MD Helicopters MD 500                | Stati Uniti | Elicottero utilityelicottero da osservazioneElicottero d'attacco | MD 500DMD 500EMD 500MD/TOWMD 500F | 111786             | 40 consegnati tra il 1980 ed il 1985 suddivisi in 25 ME 500D/E utility e da osservazione, 15 ME 500MD TOW da attacco, questi ultimi consegnati assieme a 2.100 missili controcanto BGM-71 TOW. All'ottobre 2017, risultano in carico 17 utiliity, 8 da ricognizione e 11 da attacco. Ulteriori 6 MD-530F che sono stati ordinati a novembre 2018, risultano consegnati a dicembre 2019. Il 21 dicembre 2023 è stato annunciato che i primi sei di 16 MD 500MD che l'Esercito sudcoreano avrebbe donato a quello del Kenya, sono stati inviati negli USA per essere sottoposti ad un programma di aggiornamento prima della consegna. |          |
| Harbin Z-9 Haitun                    | Cina        | elicottero utilityElicottero d'attacco                           | Z-9WE                             | 6                  | 9 esemplari consegnati. |          |
| Aeromobili a pilotaggio remoto - UAV |             |                                                                  |                                   |                    | |          |
| AeroVironment RQ-11 Raven            | Stati Uniti | Micro-UAV                                                        | RQ-11                             | 8                  | 8 RQ-11 acquisiti nel 2012. |          |
| Boeing ScanEagle                     | Stati Uniti | Micro-UAV                                                        | ScanEagle                         | 5                  | 5 ScanEagle acquisiti nel settembre 2015. |          |